# Richtlinien für die Anlage von Autobahnen
Die Richtlinien für die Anlage von Autobahnen (kurz RAA) sind ein in Deutschland gültiges technisches Regelwerk, welches mit dem Allgemeinen Rundschreiben Straßenbau ARS 7/2009 eingeführt wurde. Sie beschreiben die Planung und den Entwurf von Autobahnen und sind ein Arbeitsergebnis der Forschungsgesellschaft für Straßen- und Verkehrswesen. Aktuelle und zugleich erste Fassung ist die Ausgabe 2008.

## Vorgänger
Die RAA ersetzen für den Teil der Autobahnen und Stadtautobahnen folgende Regelwerke:
- RAS-L, Ausgabe 1995/1999 – Richtlinien für die Anlage von Straßen, Teil: Linienführung
- RAS-Q, Ausgabe 1996 – Richtlinien für die Anlage von Straßen, Teil: Querschnitte
- RAL-K-2, Ausgabe 1976, Berichtigter Nachdruck 1991 – Richtlinien für die Anlage von Landstraßen, Teil: Knotenpunkte, Abschnitt 2: Planfreie Knotenpunkte
- AH-RAL-K-2, Ausgabe 1993 – Aktuelle Hinweise zur Gestaltung planfreier Knotenpunkte außerhalb bebauter Gebiete (Ergänzungen zu den RAL-K-2)
- RAS-K-2-B, Ausgabe 1995 – Entwurfshinweise für planfreie Knotenpunkte an Straßen der Kategoriengruppe B (Ergänzungen zu den RAL-K-2)

## Regelquerschnitte

### Entwurfsklasse 1 (Fernautobahn/Überregionalautobahn)
Alle Autobahnen der EKA 1 A werden hinsichtlich ihrer fahrdynamischen Dimensionierung auf 130 km/h trassiert. Alle Autobahnen der EKA 1 B werden hinsichtlich ihrer fahrdynamischen Dimensionierung auf 120 km/h trassiert.
RQ 43,5 (Breite der befestigten Fläche beträgt 2 × 18,25 Meter)
Regelquerschnitt für neu zu bauende achtstreifige Autobahnstrecken. Anwendung ab 100.000 Fahrzeugen pro Tag.
RQ 36 (Breite der befestigten Fläche beträgt 2 × 14,5 Meter)
Zweibahnige, sechsstreifige Autobahn für hoch belastete Autobahnstrecken. Geeignet für den Bereich zwischen 60.000 und 100.000 Fahrzeuge pro Tag und hohem Lkw-Anteil.
RQ 31 (Breite der befestigten Fläche beträgt 2 × 12 Meter)
Standardquerschnitt für Autobahnen mit vier Fahrstreifen. Kapazität bis zu 70.000 Fahrzeuge pro Tag.
Der RQ 31 steht seit Einführung der Neuauflage der Richtlinien für die Sicherung von Arbeitsstellen an Straßen im Dezember 2021 (RSA21) im Widerspruch mit dieser und wird daher von der Autobahn GmbH seit dem um 1 m breiter ausgeführt, denn seitdem sind 12,5 m Gesamtfahrbahnbreite für eine 4+0-Verkehrsführung erforderlich.
Die zusätzliche Breite (0,5 m je Seite) wird dem Standstreifen zugeschlagen, was zusätzlich die Sicherheit bei Pannen sowie Unterhaltungs- und Baumaßnahmen am Seitenstreifen deutlich erhöht. Darüber hinaus entsteht mit 3,5 m eine vollwertiger Fahrstreifen, was (sofern die Voraussetzungen erfüllt sind, siehe: Straßenquerschnitt) die theoretische Möglichkeit bietet, den Standstreifen zur Entlastung der Fahrbahn für den Verkehr temporär freizugeben.

### Entwurfsklasse 2 (Autobahnähnliche Straße)
Alle Autobahnen der EKA 2 werden hinsichtlich ihrer fahrdynamischen Dimensionierung auf 100 km/h trassiert.
RQ 28 (Breite der befestigten Fläche beträgt 2 × 10,5 Meter)
Regelquerschnitt für autobahnähnliche Straßen. Kapazität bis zu 30.000 Fahrzeuge pro Tag. Bei höheren Prognoseverkehrsstärken wird eine 4+0-Verkehrsführung in Arbeitsstellen erforderlich, dann sollen Regelquerschnitte der Entwurfsklasse 1 zur Anwendung kommen.

### Entwurfsklasse 3 (Stadtautobahn)
Alle Autobahnen der EKA 3 werden hinsichtlich ihrer fahrdynamischen Dimensionierung auf 80 km/h trassiert.
RQ 38,5 (Breite der befestigten Fläche beträgt 2 × 16,5 Meter)
RQ 31,5 (Breite der befestigten Fläche beträgt 2 × 13 Meter)
RQ 25 (Breite der befestigten Fläche beträgt 2 × 9,75 Meter)